# 医療機器管理
医療機器管理（いりょうききかんり）とは、医療機器の有効性や安全性確保のために行われる業務である。
医療機関において、医療機器管理は厚生労働省や医療機能評価で推奨されているが、診療報酬請求などは認められていない。医療機器管理業務の第一人者として臨床工学技士が挙げられるが、管理業務専任の技士は少ない。修理業や管理業のアウトソーシングも行われている。また、日本医療機器学会では、医療機器版MRとしてMDIC（医療機器情報コミュニケータ）を設けている。
医療機器に関する情報量は複雑かつ雑多であり、医療機器管理専用ソフトウェアの利用が進んでいる。しかし高価な製品が多く、収入が僅少な事から普及には至っていない。そのような中、無償で医療機器管理ソフトウェアを提供する臨床工学技士の存在もあり、利用施設数を伸ばしている。